# Liste der Einträge im National Register of Historic Places im Pendleton County (West Virginia)
Diese Liste der Einträge im National Register of Historic Places im Pendleton County (West Virginia) enthält alle im Pendleton County, West Virginia in das National Register of Historic Places eingetragenen Gebäude, Bauwerke, Objekte, Stätten oder historischen Distrikte.
Diese Liste entspricht dem Bearbeitungsstand des National Park Service/National Register of Historic Places vom 23. August 2024.

## Legende
| NRHP | Historic Place             |
| HD   | National Historic District |

## Aktuelle Einträge
| [ 2 ] | Name                       | Bild                       | Eintragsdatum                 | Lage                                                                                              | Ort          | Beschreibung |
| ----- | -------------------------- | -------------------------- | ----------------------------- | ------------------------------------------------------------------------------------------------- | ------------ | ------------ |
| 1     | Boggs Mill                 |                            | 25. Aug. 2004 ID-Nr. 04000915 | U.S. Route 33 und West Virginia Route 28 38° 49′ 9″ N, 79° 23′ 9″ W                               | Seneca Rocks |              |
| 2     | Bowers House               | Bowers House               | 10. Juli 1985 ID-Nr. 85001593 | Brandywine-Sugar Grove Rd. 38° 30′ 43″ N, 79° 18′ 37″ W                                           | Sugar Grove  |              |
| 3     | Circleville School         | Circleville School         | 9. Nov. 1995 ID-Nr. 95001323  | West Virginia Route 28 38° 40′ 21″ N, 79° 29′ 31″ W                                               | Circleville  |              |
| 4     | Cunningham-Hevener House   |                            | 10. Juli 1985 ID-Nr. 85001595 | U.S. Route 220 38° 46′ 40″ N, 79° 17′ 5″ W                                                        | Upper Tract  |              |
| 5     | Franklin Historic District | weitere Bilder             | 15. Jan. 1986 ID-Nr. 86000773 | zwischen der U.S. Route 33, Main St., the Potomac River und High St. 38° 38′ 37″ N, 79° 19′ 57″ W | Franklin     |              |
| 6     | McCoy House                | McCoy House                | 10. Dez. 1982 ID-Nr. 82004328 | Main St. 38° 38′ 29″ N, 79° 19′ 52″ W                                                             | Franklin     |              |
| 7     | McCoy Mill                 | McCoy Mill                 | 14. Jan. 1986 ID-Nr. 86000780 | Johnstown Rd. 38° 36′ 34″ N, 79° 21′ 4″ W                                                         | Franklin     |              |
| 8     | Old Judy Church            | weitere Bilder             | 13. Mai 1976 ID-Nr. 76001944  | südlich von Petersburg an der U.S. Route 220 38° 52′ 0″ N, 79° 13′ 7″ W                           | Petersburg   |              |
| 9     | Old Probst Church          | Old Probst Church          | 14. Jan. 1986 ID-Nr. 86000779 | County Route 21/9 38° 35′ 53″ N, 79° 15′ 25″ W                                                    | Brandywine   |              |
| 10    | Pendleton County Poor Farm | Pendleton County Poor Farm | 14. Jan. 1986 ID-Nr. 86000775 | U.S. Route 220 38° 44′ 59″ N, 79° 17′ 15″ W                                                       | Upper Tract  |              |
| 11    | Ananias Pitsenbarger Farm  | Ananias Pitsenbarger Farm  | 18. Aug. 2011 ID-Nr. 11000557 | West Virginia Route 23 und County Route 23/1 38° 34′ 40,2″ N, 79° 19′ 6,9″ W                      | Franklin     |              |
| 12    | Priest Mill                | Priest Mill                | 4. Apr. 2000 ID-Nr. 00000250  | in der Nähe der U.S. Route 220 bei der Low-Water Bridge 38° 38′ 22″ N, 79° 19′ 50″ W              | Franklin     |              |
| 13    | Sites Homestead            | weitere Bilder             | 20. Mai 1993 ID-Nr. 93000382  | Seneca Rocks Visitor Center 38° 50′ 9″ N, 79° 22′ 26″ W                                           | Seneca Rocks |              |